# 成都信息工程大学
成都信息工程大学（せいとしんそくこうていだいがく、Chengdu University of Information Technology、CUIT）は、四川省成都市に存在する、中華人民共和国の公立大学。中国気象局と四川省人民政府によって1951年に設立された。略称は「成信大」。地方重点大学である。
中国で初めて「卓越した技術者のための工学訓練プログラム」「2011年計画」「中国中西部の大学のインフラ能力向上計画」の実施校として指定された大学の一つである。また、国際CDIO組織の正規メンバーであり、国家CDIO工学教育モデルパイロットワーキンググループの副長も務める。2004年からは中国人民解放軍ロケット軍の予備役将校に対する教育を行っている。
情報科学と気象学に重点を置いており、学際、工学、科学、および管理学を主要学科としている。「中国の気象工学と統計工学人材の揺りかご」とも称される。

## 沿革
- 1951年1月20日 - 中国人民解放軍西南軍区空軍司令部気象幹部訓練大隊として設立[2]。
- 1953年 - 公立に移管。
- 1954年 - 気象通報訓練班を設置し、12月には学校名を中央気象局成都気象幹部学校に改称[2]。
- 1955年、農業気象訓練班を設置。同年8月、気象局の長春通信幹部学校を編入。
- 1956年6月 - 中央気象局成都気象学校に改称[2]。農業気象学を中心とする4年制の中等専門学校となる。
- 1966年 - 文化大革命により入学が不可能になり、大学での教育も中止される。
- 1970年 - 通信、レーダー、高空探知の短期訓練と教育を再開。
- 1973年 - 入学が再開される。
- 1974年10月 - 気象学、高空気象、情報通信、気象レーダーの4専攻を設置し、2年制の学制を敷く。
- 1976年 - 3年制に変更。
- 1978年4月 - 成都気象学院に改称[2]し、学士号を授与する権利のある4年制の学部教育機関となる。
- 2000年7月 - 成都信息工程学院に改称[2]。
- 2001年 - 四川統計学校を編入[2]。
- 2003年 - 修士号を授与する権利が与えられる。
- 2015年 - 中華人民共和国教育部の認可を受け成都信息工程大学に改称[2]。

## キャンパス
- 空港キャンパス（本部） - 成都市西南航空港経済開発区学府路一段24号[2]
- 龍泉キャンパス（旧・四川統計学校）- 成都市竜泉駅区陽光城幸福路10号
- 人南キャンパス - 成都市人民南路3段3号にあった、成都気象学院の旧キャンパス。取り壊し済み。

## 組織
- 環境工学部
- 電子工学部
- ソフトウェア工学部
- 外国語学部
- 光電子工学部
- 政治学部
- 応用数学部
- ソフトウェアおよびサービスアウトソーシング学部
- 資源・環境学部
- コンピュータサイエンス学部
- コミュニケーションエンジニアリング学部
- サイバースペースセキュリティ学部
- 統計学部
- 商学部
- 物流学部
- 文化・芸術学部
- 生涯教育学部
- ネットワークビジネス学部
- マルクス主義学部

## 研究機関など
- 第一段階の修士号 ：11
- 学部 ：55
- 州および省の主要分野 ：5 
  - 気象学、信号情報処理、コンピューター応用技術、環境科学、基礎数学
- 州および省の主要研究所 ：4 
  - 高速デジタル信号処理研究所
  - 中国気象局の大気検知の重要な研究所
  - 国民局統計情報技術とデータマイニング、重点実験室
  - 高地大気・環境研究センター

など

## 研究の強み
- 気象レーダー信号と情報処理
- チベット高原の気象・気候
- 統計学とデータマイニング

## 著名な出身者
- 楊宇航：上海交通大学教頭、教授
- 趙平：中国科学院気候研究所所長、博士課程指導教員
- 陳泮勤：中国科学院資源・環境科学技術局副局長
- 羅徳海：中国気象学会理事、博士課程指導教員
- 李曦：中国科学技術大学ソフトウェア学部長
- 李国平：成都信息工程学院大気科学部長
- 荘国泰：国家環境保護総局自然生態保護部副総局長
- 梁海河：中国気象科学研究院副研究員
- 劉漢涛：酒泉衛星発射センター気象室主任
- 陸斌：中国聯合通信四川公司副総経理
- 陳睿：bilibili董事長

## キャンパスラジオ局
成都信息工程大学キャンパスラジオ（the Radio Campus of CUIT、略称: RCC）は2001年に設立された。大学委員会の独立したメディア組織であり、主に時事問題、スポーツ、文学、その他の番組を学校全体の教員と学生に向けて放送しており、放送時間は平日が12:05からと17:45から、祝日が17:05頃からである。
四川大地震の際には、大学からの連絡と政府の発表を教員や学生に向けて伝える役割を果たした。
ラジオ局内には、放送、編集、渉外、広報の4部門がある。